# General Atomics MQ-1 Predator
El General Atomics MQ-1 Predator (‘depredador’ en inglés), inicialmente llamado RQ-1 Predator, es un vehículo aéreo no tripulado (UAV) clasificado por la Fuerza Aérea de los Estados Unidos como de altitud media y gran autonomía (MALE, por sus siglas en inglés). Sirve principalmente en misiones de reconocimiento pero además tiene capacidad ofensiva con la posibilidad de incorporarle dos misiles AGM-114 Hellfire, sirviendo así como UCAV. Ha servido desde 1995 en conflictos como Bosnia, Serbia, Afganistán, Yemen e Irak.
El MQ-1 Predator es un sistema de armas completo que en plena operatividad incluye 4 vehículos aéreos, sistema de control de tierra, conexión vía satélite y una plantilla compuesta por 55 personas.

## Desarrollo

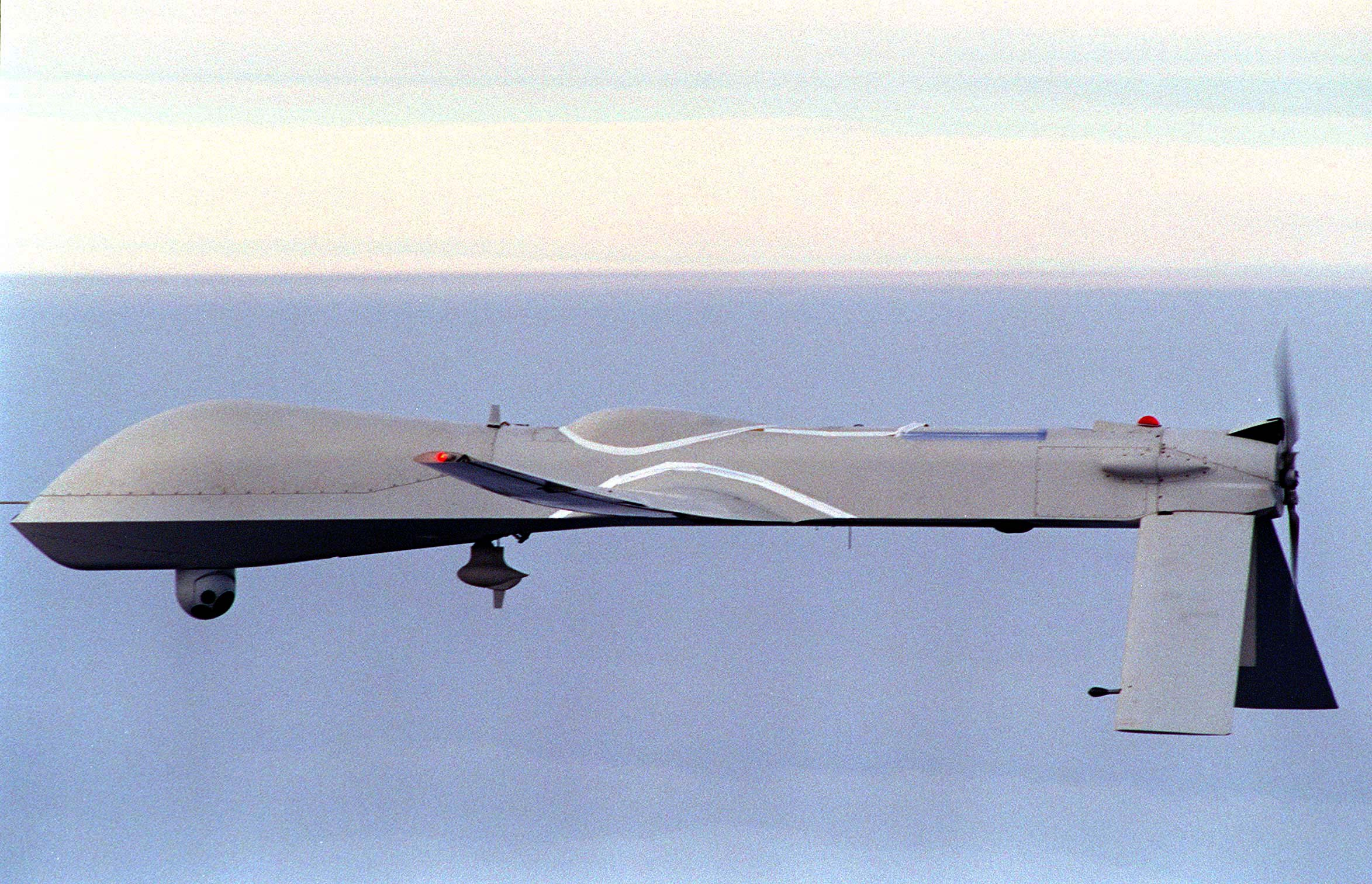
Un Predator vuela en unos ejercicios de reconocimiento sobre la costa del sur de California el 5 de diciembre de 1995.

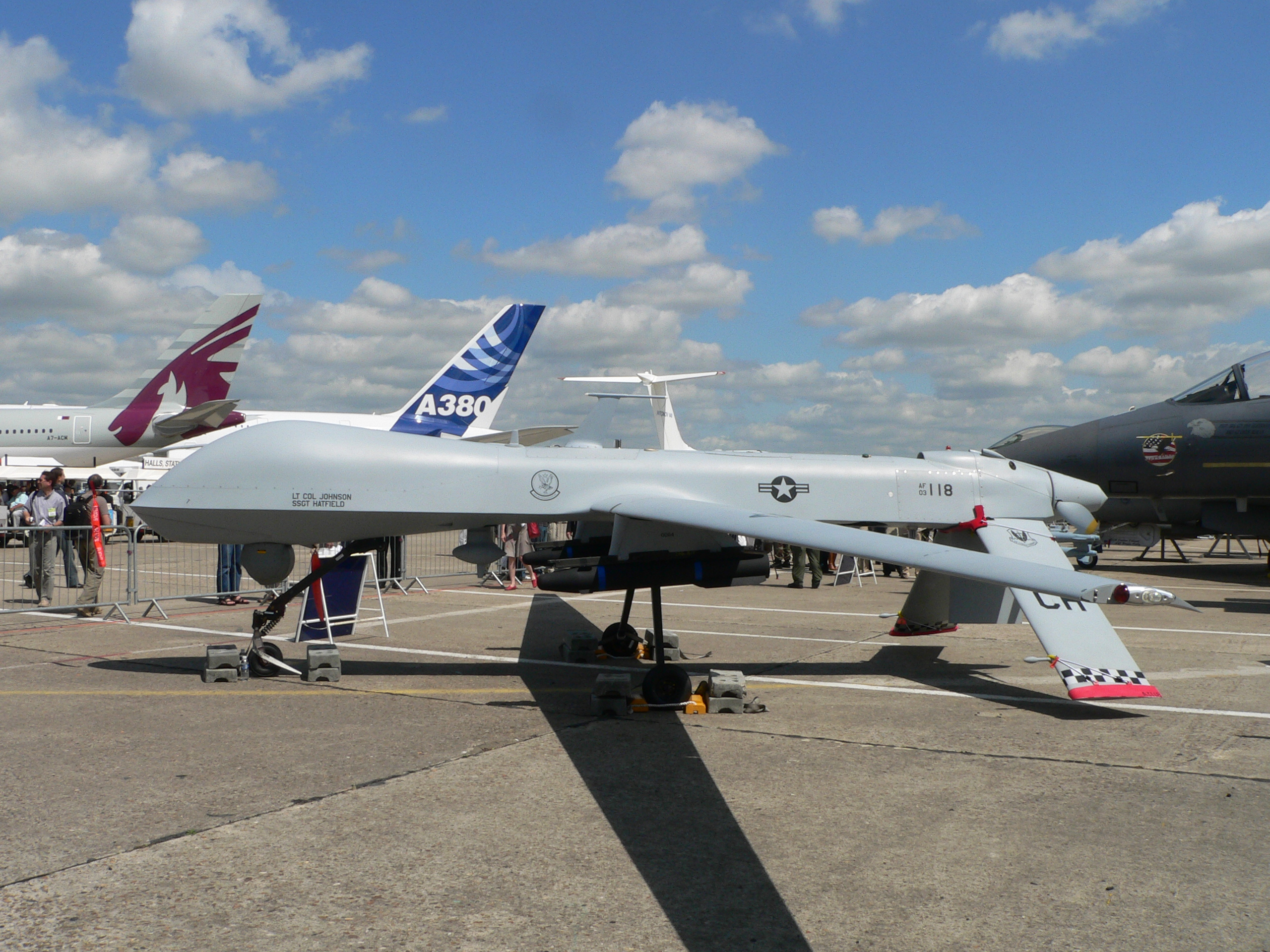
Predator en la Exhibición aérea de París de 2007.

El MQ-1 Predator es un vehículo aéreo no tripulado (UAV) desarrollado durante los años 90 por la Fuerza aérea estadounidense y calificado como un UAV de altitud media y gran autonomía (MALE, medium-altitude, long-endurance).
En enero de 1994 se le encarga a la empresa General Atomics Aeronautical Systems que desarrolle un sistema de tipo UAV durante dos años y medio. Ya en la primavera de 1995 el bautizado Predator fue sometido a sus primeras pruebas de vuelo con éxito, por lo que se decidió usarlos durante ese verano en los Balcanes. Curiosamente a este UAV es que no se le calificaba como tal, sino como un sistema completamente en desarrollo, a pesar de que estaba siendo usado en conflictos armados. Estaba clasificado dentro del ACTD (Advanced Concept Technology Demonstration)
Estos primeros modelos tenían un coste de unos 3,2 millones de dólares.
En 2002 la Fuerza aérea estadounidense ya había adquirido 60 aparatos para usarlos en Afganistán. Alrededor de 20 fueron perdidos en acción, aunque (según fuentes estadounidenses) solo unos pocos fueron derribados por soldados enemigos, el resto de UAVs se perdieron debido a las malas condiciones atmosféricas, especialmente debido al frío (nieve, hielo, granizo, ventiscas…).
El Predator pasó de ser en un principio un sistema de vigilancia, a ser un UAV de ataque a tierra. Se le instalaron misiles Hellfire y sistemas de combate, aunque su vulnerabilidad sigue siendo bastante alta.
Con las nuevas versiones y desarrollos, se ha mejorado su capacidad de ataque y defensa, y su velocidad instalándole un motor de tipo turbohélice.

## Diseño

### Plano de montaje
- 1.	Antena del Radar (SAR)
- 2.	Sistema de navegación inercial/GPS
- 3.	Antena de comunicación por satélite Ku-bar
- 4.	Grabador de video sonido
- 5.	Antenas del GPS (a derecha y a izquierda)
- 6.	APX-100 Sistema de identificación y transponedor
- 7.	MODEM procesador de comunicaciones por satélite tipo Ku-Banda
- 8.	Antena omnidireccional de banda C
- 9.	Célula delantera de combustible
- 10.	Célula trasera de combustible
- 11.	Compartimento para accesorios
- 12.	Refrigerador del motor
- 13.	Refrigerador del combustible/radiador
- 14.	Motor modelo 914F
- 15.	Servo de cola (a derecha y a izquierda)
- 16.	Batería número 2
- 17.	Suministrador de Energía
- 18.	Batería número 1
- 19.	Bandeja de entrada para los equipos traseros
- 20.	Módulo de control secundario
- 21.	Procesador del radar de apertura sintética /AGM-114
- 22.	Módulo de control primario
- 23.	Bandeja de entrada delantera para aviónica
- 24.	Receptor/transmisor arc-210
- 25.	Unidad de Sensor de vuelo
- 26.	Codificador de video
- 27.	Controlador del deshielo
- 28.	Sensor electro óptico/infrarrojo/AN/AAS-52(V)1
- 29.	Bandeja de entrada para carga útil
- 30.	Detector de hielo
- 31.	Receptor/transmisor del Radar
- 32.	Cámara de morro

### Motor

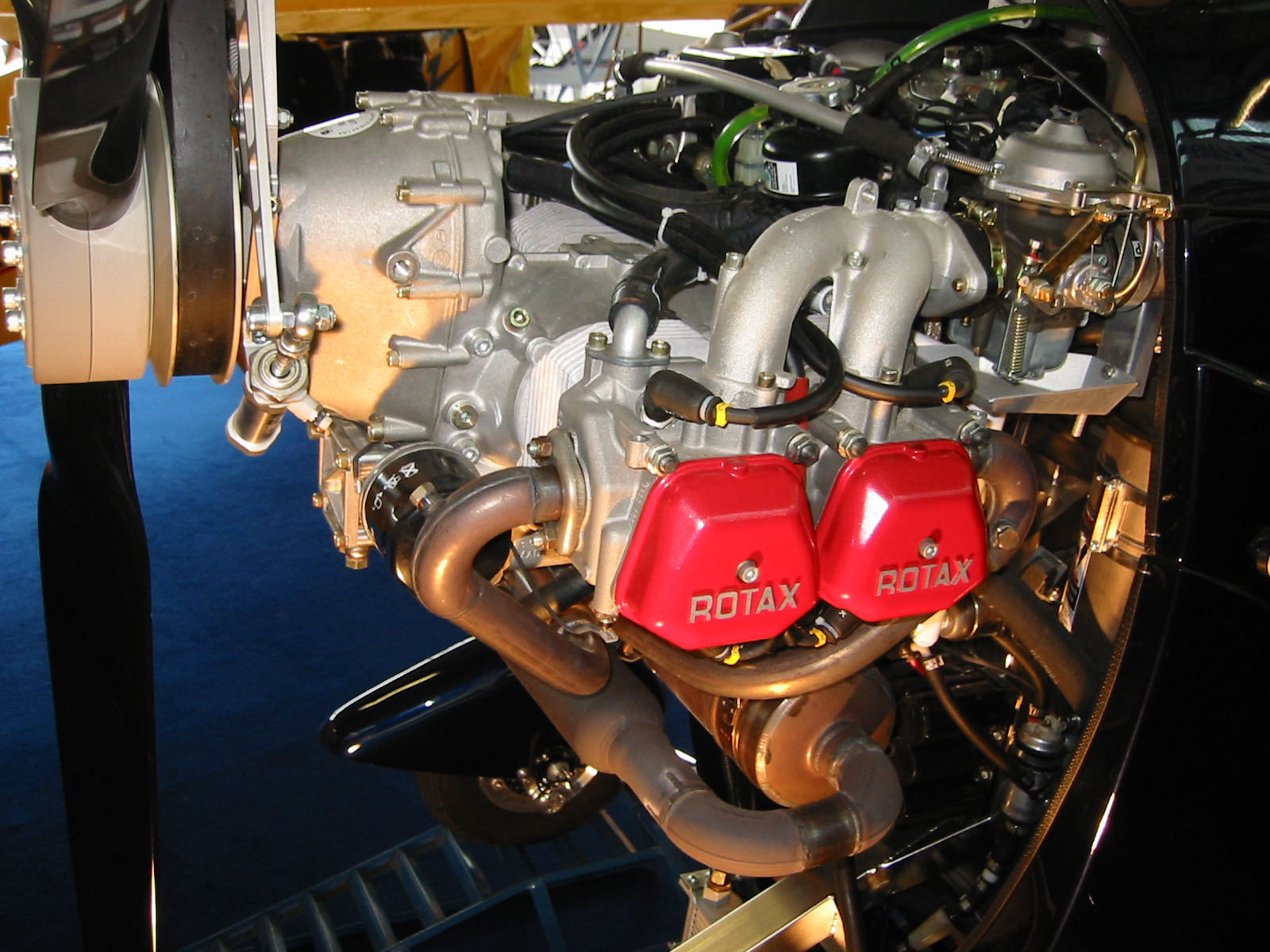
Motor Rotax 914.

El motor (14.) que porta el Predator RQ-1 y el MQ-1 es el Rotax 914. Este motor de 4 tiempos y 4 cilindros enfrentados refrigerados por líquido. Es de cárter seco con lubricación automática. Tiene doble carburador, doble encendido electrónico y una reductora integrada con una relación de reducción i=2,43. Proporciona una potencia de 100 CV a 5500 rpm y una potencia máxima de hasta 115 CV a 5800 rpm.
En el UAV están montados los dos depósitos de combustible que contienen combustible de un octanaje de entre 95 y 100. Este es llevado a través de las tuberías dedicadas a tal fin hasta el motor, atravesando las medidas oportunas de seguridad, como la bancada antiincendios. Además el Predator tiene 2 de los 6 anclajes preparados para tanques lanzables de combustible para aumentar la autonomía del aparato.

### Equipos

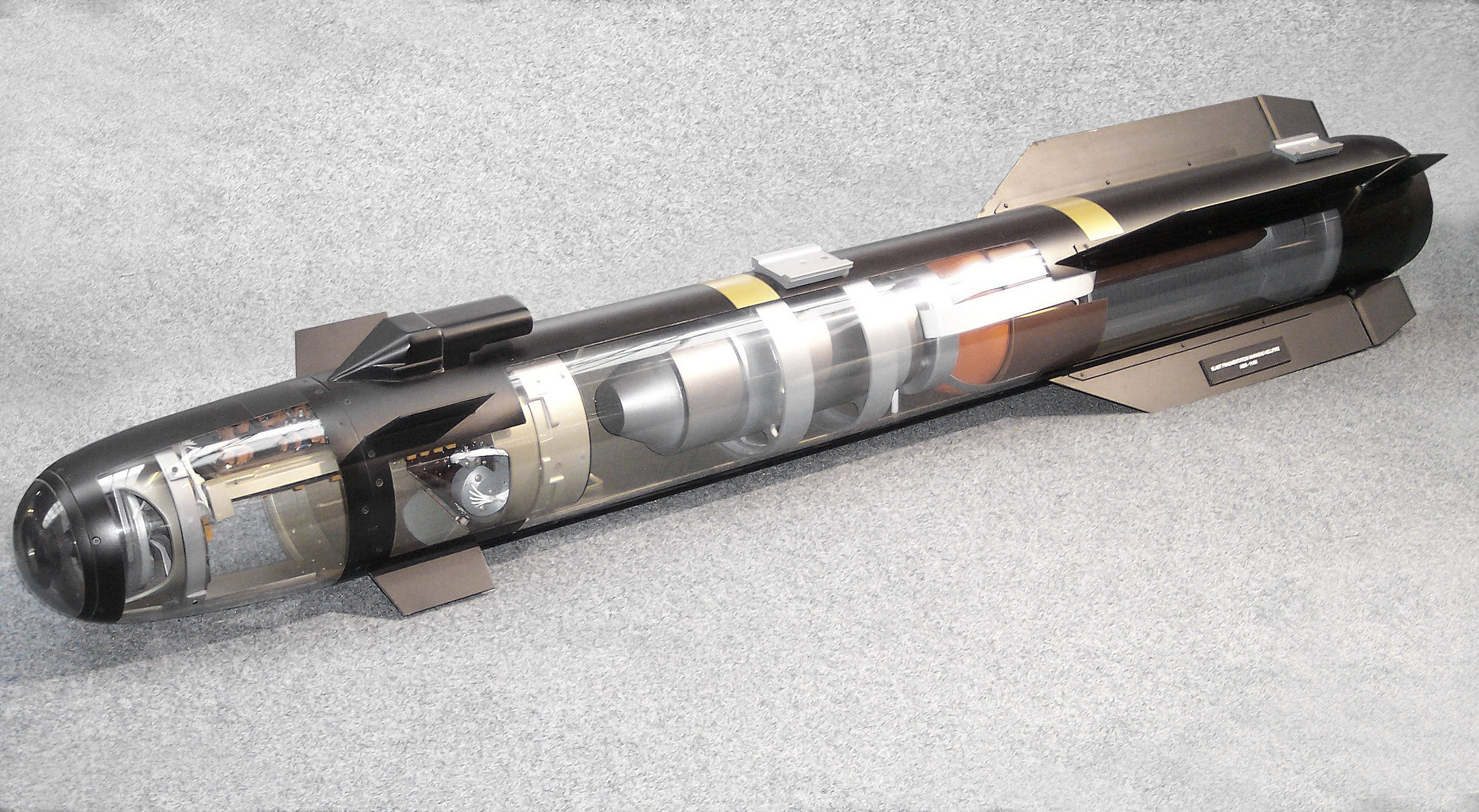
Misil Hellfire AGM-114.

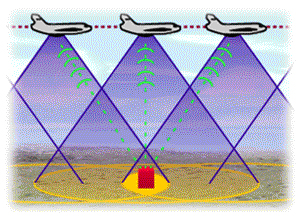
Esquema de funcionamiento del SAR.

El sistema de comunicación entre el Predator y el puesto de control se realiza mediante dos sistemas diferentes: mediante banda C(8.), o mediante banda Ku (3.). El primer sistema se usa cuando la distancia entre el avión y el control es pequeña y libre de obstáculos (básicamente en aterrizajes, despegues y pruebas), pues la transmisión es directa entre ellos. Sin embargo, cuando la distancia es mayor, ese sistema es ineficaz y se usa la banda Ku de manera que la información entre el puesto de control y el UAV se hace a través de satélite.
APX-100(6.): éste es un sistema que sirve para identificarse automáticamente cuando entra en contacto con otra aeronave o radar, es decir, identifica “amigos” de “enemigos”. Como característica destaca que es uno de los más pequeños del mercado
Sistema inercial de navegación (INS)/GPS)(2.): es un sistema de navegación que permite volar con una de las dos soluciones o con las dos a la vez para compararlas
AGM-114 (21.): sistema encargado de ocuparse del misil AGM-114 Hellfire en la versión del Predator en el que está incorporado. Este misil es de ataque a suelo y es guiado láser. Dependiendo de la versión del misil tiene entre 7 y 8 km de alcance máximo
Receptor/transmisor arc-210 (24.): este sistema de transmisión permite hasta dos conexiones multifunción con transmisión tanto de voz como de datos en las frecuencias situadas entre 30-512 MHz; bien a través de satélite o bien en transmisión directa a corta distancia. Además permite 3 tipos de transmisión: normal, segura o modo anti-saturación
Sensor electro óptico / infrarrojo/AN/AAS-52(V) (28.): este sistema multifunción proporciona un alto alcance de detección de blancos mediante infrarrojos y otros sensores, redefinición de los mismos en tiempo real, fijación mediante láser y guiado para los misiles Hellfire. Permite un giro horizontal de 360° y giros verticales desde +60° hasta -120°, y por su bajo peso es perfecto para vehículos pequeños.
SAR (1.): cuando las condiciones atmosféricas son adversas el Predator usa un radar de apertura sintética. Una apertura sintética o antena virtual consiste en un ancho mucho mayor al físico, generado por software. por ej. una antena de 5 dm resulta en una de 15 m de diámetro.
El radar está montado sobre un vehículo en movimiento, a medida que se mueve emite las ondas sobre el lugar a “rastrear” consiguiendo fotografiarlo desde diferentes posiciones, consiguiendo una gran resolución de la imagen.

### Sistema Operativo
El sistema operativo del Predator estaba basado en Windows XP pero después de que la flota de Predators fuese inmovilizada por el ataque de un virus informático. en octubre de 2011, la Fuerza Aérea de EE.UU sustituyó dicho sistema operativo por otro basado en GNU/Linux.

### Materiales y estructuras
La mayor parte del Predator está fabricada en materiales compuestos. En general, el recubrimiento exterior está hecho por un material compuesto formado por fibras de carbono entrelazadas con aramida y después pegadas mediante un epoxy y posteriormente curado en autoclave.
Para cortar el composite, primero se modela la pieza en el ordenador para después mediante un corte de láser de gran precisión y acabado obtener la pieza. Finalmente otro brazo robótico la calibra. Este procedimiento es lento y requiere personal muy cualificado. Una gran ventaja de este sistema (aparte del gran acabado) es que si se introduce una pequeña variación en el modelo, ello no influye notablemente en los procedimientos de fabricación, porque en la mayoría de las ocasiones basta con corregir los parámetros del ordenador.
Sin embargo en algunos puntos como en el radomo y sitios donde se necesita mayor flexibilidad se ha usado fibra de vidrio.
El fuselaje está soportado mediante una serie de cuadernas fabricadas en fibra de carbono y aluminio. Una estructura de capas hecha en Nomex y poliestireno se prepara en el interior del fuselaje para que soporte la aviónica y todo ello se rellena mediante espuma para proporcionar mayor consistencia.
El tren de aterrizaje de tipo triciclo retráctil está fabricado en aluminio, así como los compartimentos en los que se guardan los sensores.
En cuanto a la cola, esta también está fabricada en materiales compuestos, pero lo destacable en ella es su posición en forma de “V” invertida. Esta solución poco usada en aviones comunes sirve en este caso para mejorar la estabilidad del modelo, para reducir la resistencia al aire (menor superficies), y tener un torbellino menos turbulento, pero especialmente sirve para proteger el grupo motopropulsor en un aterrizaje brusco contra e suelo. El problema de que la hélice chocase contra el suelo en un aterrizaje “fuerte” no es que se rompa en sí misma, esto no es un problema grave pues se puede sustituir sin problemas, sino que al chocar, la hélice transmita el impacto a través del eje y se rompa el cigüeñal u otros componentes internos del motor. Además la posición en V implica que las ondas de un posible radar enemigo se reflejarían en otra dirección, dificultando la detección del avión.
Las alas están hechas mediante composite y tienen anclajes reforzados estructuralmente para portar carga auxiliar como depósitos de combustible o misiles. Solo cabe destacar que las puntas de ala están construidas en titanio con microscópicos agujeros que mediante un adecuado anticongelante eliminaran el hielo que se pueda formar durante el vuelo
Además el Predator está diseñado para que fácilmente pueda ser desmontado. Se pueden sacar todos los equipos auxiliares, desmontar las alas, el tren de aterrizaje, las superficies de cola y el motor. Por ello su transporte es sencillo y en caso de que se produzca una avería grave en el avión, se puede sustituir rápidamente la pieza entera.

## Componentes

### Electrónica
| Sistema      | País | Fabricante | Notas         |
| ------------ | ---- | ---------- | ------------- |
| Red de datos |      |            | MIL-STD-1553B |

## Variantes y mejoras

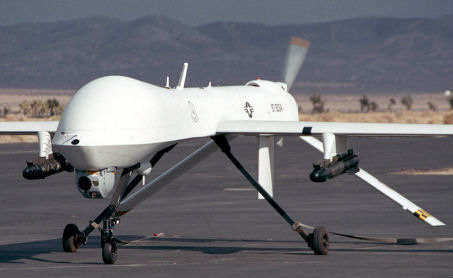
Un MQ-1L Predator armado con misiles Hellfire.

En 2002 se presentó una nueva variante del Predator a petición del gobierno de Estados Unidos, el llamado MQ-1C Warrior. Se le amplió la envergadura, y se le cambió el motor por otro que daba mejores prestaciones a una altura mayor. Además se le modificó el morro para que pudiese albergar unos sistemas de radar mejores. E incluso su capacidad de combate fue mejorada, incorporándole la posibilidad de lanzar bombas guiadas por láser del tipo GBU-44/B Viper Strike.
Con el éxito que tuvo el Predator, General Atomics decidió seguir investigando por su cuenta para presentar un nuevo UAV totalmente de combate. El prototipo del que sería después el MQ-9 Reaper voló por primera vez en 2001. Cuenta con una envergadura de 20 metros y longitud de 11 metros. Se le incorporó un motor turbohélice Honeywell TP331-10, que le permite alcanzar velocidades de crucero de hasta 400 km/h y portar cargas de hasta 4500 kg. Es decir, lleva 15 veces más de carga a tres veces la velocidad del RQ-1.
Pero no solo eso, como hemos dicho el objetivo fundamental de General Atomics era conseguir un UAV totalmente de combate. El MQ-9 tiene 6 pilones para llevar carga, de tal manera que si se le incorporan depósitos de combustible en dos de los pilones y en los otros se les incorporan armamento conseguiremos una autonomía de hasta 42 horas.
Pero también podemos colocarle solamente armamento y para ello podremos elegir entre una gran variedad de armas compatibles: desde bombas guiadas por láser tipo GBU-12 (227 kg.) y misiles Hellfire de ataque al suelo; hasta misiles aire-aire AIM-92 Stinger y bombas GBU-38 (253 kg)
En 2014 General Atomics presentó el Predator XP, diseñado para poder ser vendido a países donde la normativa norteamericana no permite vender sistemas con determinado armamento, como ocurre con países de Oriente Medio, de África del Norte, Sudamérica y Asia.
El Predator XP tiene un techo de vuelo de 25.000 pies (más de 7.600 metros), es capaz de permanecer en el aire durante más de 35 horas seguidas y puede alcanzar velocidades próximas a los 260 kilómetros por hora.

## Operadores
Emiratos Árabes Unidos

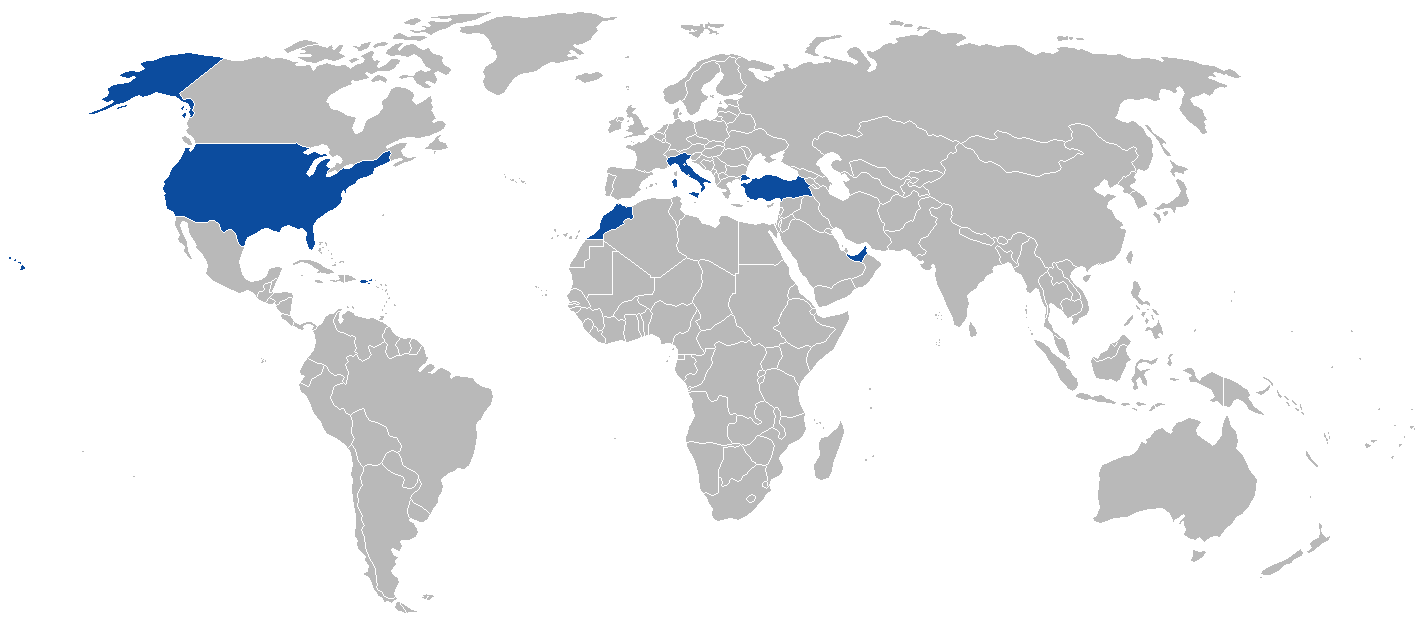
Operadores de la aeronave.

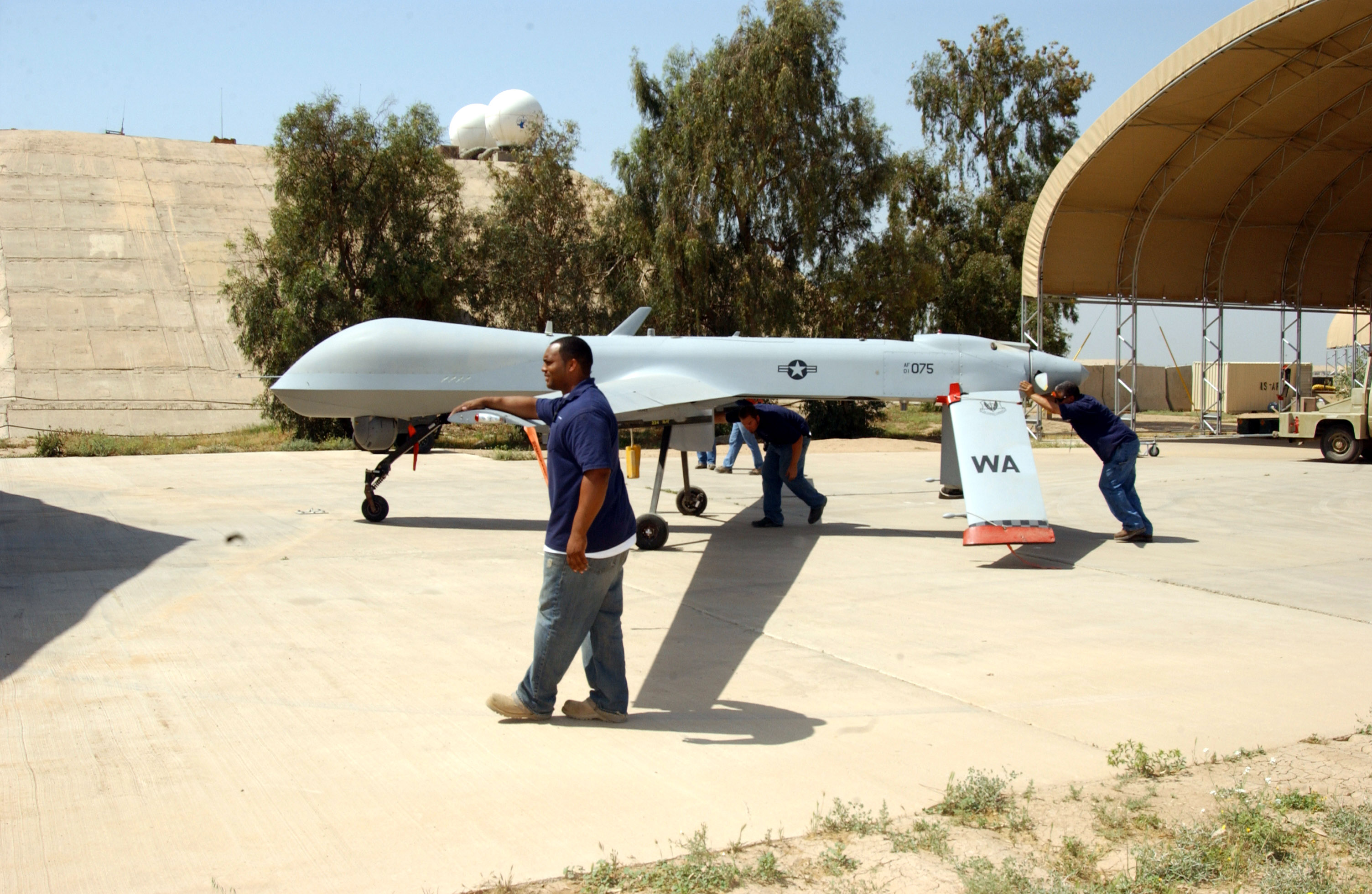
Tres contratistas manejan un RQ-1 en la base aérea de Balad, Irak.

- Fuerza Aérea de los Emiratos Árabes Unidos

 Italia
- Aeronautica Militare
  - 32° Stormo — Foggia, Amendola Air Force Base
    - 28° Gruppo

 Marruecos
- Real Fuerza Aérea Marroquí

 Turquía
- Fuerza Aérea Turca;[12]

### Anteriores operadores
Estados Unidos
- Fuerza Aérea de los Estados Unidos
  - Comando Aéreo de Combate
    - 432d Air Expeditionary Wing—Creech Air Force Base, Nevada
      - 11 Escuadrón de reconocimiento
      - 15 Escuadrón de reconocimiento
      - 17 Escuadrón de reconocimiento

    - 53d Wing—Eglin AFB, Florida
      - 556 Escuadrón de Ensayos y Evaluación—Base Creech de la Fuerza Aérea, Nevada

  - Comando de Operaciones especiales de la Fuerza Aérea
    - 1a Ala de Operaciones Especiales
      - 3.er Escuadrón de Operaciones Especiales—Base Creech de la Fuerza Aérea, Nevada

  - Guardia Nacional Aérea
    - Guardia Nacional Aérea de Texas
      - 147 Ala de Reconocimiento—Ellington Field
        - 111 Escuadrón de reconocimiento

    - Guardia Nacional Aérea de California
      - 163 Ala de Reconocimiento—March ARB
        - 196 Escuadrón de Reconocimiento
- Guardia Aérea Nacional
  - Guardia Aérea Nacional de Texas
    - 147 Ala de Reconocimiento — Ellington Field
      - 111 Escuadrón de Reconocimiento

  - Guardia Aérea Nacional de California
    - 163 Ala de Reconocimiento — Base de la Reserva Aérea de Marcha Conjunta
      - 196 Escuadrón de Reconocimiento

  - Guardia Aérea Nacional de Dakota del Norte
    - 119 Ala de Combate - Aeropuerto Internacional de Hector
      - 178 Escuadrón de reconocimiento

  - Guardia Aérea Nacional de Arizona
    - 214 Grupo de Reconocimiento - Base Davis-Monthan de la Fuerza Aérea
      - 214 Escuadrón de Reconocimiento[13]
- Agencia Central de Inteligencia
- Patrulla Fronteriza de los Estados Unidos[14][15]

## Historia operacional

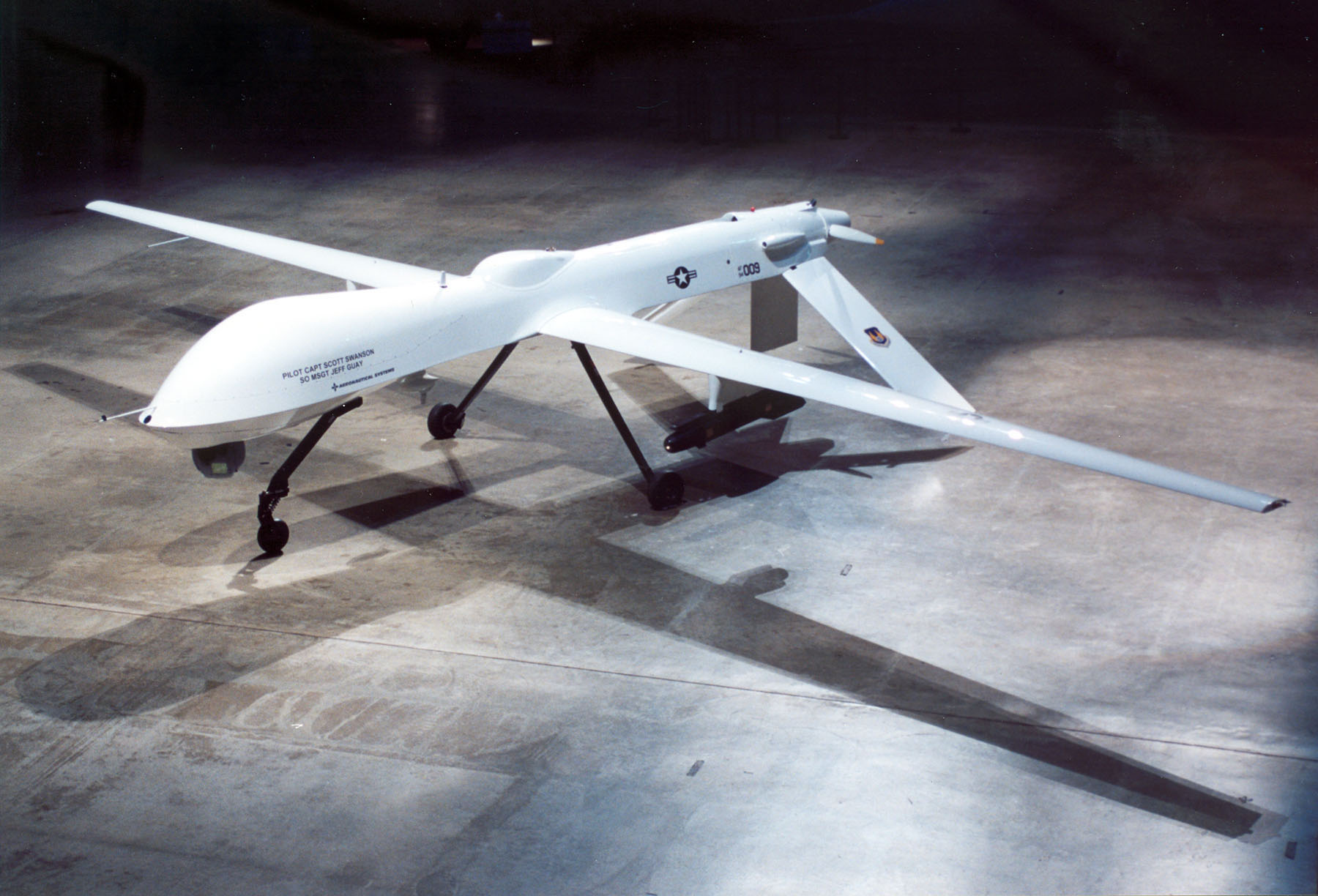
RQ-1A Predator.

### Escuadrones y unidades de combate
Durante la fase inicial la armada estadounidense se encargó del programada de evaluación, pero en abril de 1996 la secretaria de Defensa estadounidense eligió a las fuerzas aéreas USAF para que se encargaran del programa RQ-1A Predator. Las unidades que operan el Predator son: 11.º Escuadrón de Reconocimiento, 15.º Escuadrón de Reconocimiento, 17º Escuadrón de Reconocimiento, Fuerza Aérea de la base de Nevada, y la Guardia Aérea Nacional (163º Ala de Reconocimiento).
En 2005, el departamento de Defensa recomendó la retirada de 15 aviones F-16 Falcon pertenecientes al 147.ª Ala de Ataque en el campo de Ellington. Fueron sustituidos por 12 MQ-1 Predators. Manteniéndose la capacidad operativa de combate.
En enero de 2006 el 163.ª Ala de recompostaje en vuelo perteneciente a la Guardia Aérea Nacional de California comenzó la transición entre su aviones cisterna KC-135 para pasar a operar los MQ-1. Esta transición completada a finales de 2006 y la unidad fue renombrada para pasar a ser la 163.ª Ala de Reconocimiento el 28 de noviembre de 2006.

### Los Balcanes

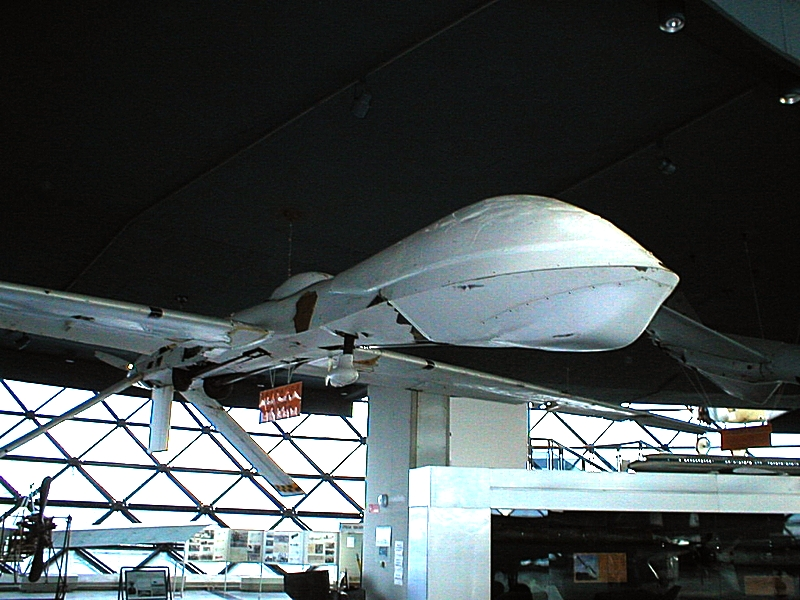
RQ-1 Predator en un museo de Belgrado, Serbia.

El primer despliegue en un conflicto armado fue en los Balcanes, desde julio a noviembre de 1995, bajo el nombre de Vigilancia Nómada. Las operaciones tuvieron su base en Gjader, Albania. Fueron muchos los Predators perdidos durante este despliegue
- Un aparato (número de serie 95-3017) fue perdido el 18 de abril de 1999, reportando problemas de combustible y hielo.[16]
- Un segundo aparato (número de serie 95-3019) fue baja el 13 de mayo, cuando fue derribado un misil tierra-aire del tipo Strela-1M sobre el pueblo de Biba. Un grupo de la televisión serbia grabó este incidente.
- Un tercer avión (número de serie 95-3021) se estrelló el 20 de mayo cerca de la ciudad de Talinovci, y la televisión Serbia en este caso también informó de que fue derribado por un misil antiaéreo.

### Afganistán
En Afganistán, destaca el encargo a la CIA investigar la localización de Osama Bin Laden en el año 2000. Al proyecto se le llamó "Ojos Afganos", y consistió en un periodo de prueba de 60 días en el que los Predators sobrevolarían Afganistán. El primer vuelo de prueba fue el 7 de septiembre de 2000. El encargado de la seguridad de la Casa Blanca Richard A. Clarke se quedó impresionado con los resultados y la calidad de las imágenes; y esperaba que los robots podrían ser usados para un ataque con misiles sobre Bin Laden. Estas operaciones también entusiasmaron a Cofer Black, el encargado de Centro Antiterrorista de la CIA, y a Charles Allen, encargado de las operaciones de inteligencia de la CIA. Los 3 hombres decidieron continuar con los vuelos de reconocimiento. El resultado fue que de los 15 vuelos siguientes, 10 de ellos fueron un éxito. En al menos dos vuelos, un Predator identificó a un hombre en la Granja de Tarnak (propiedad de Bin Laden) a las afueras de Kandahar; se dijo que probablemente esta persona fuera Bin Laden.

## Especificaciones técnicas
Referencia datos: Página oficial

### Características generales
- Tripulación: 0
- Carga: 204 kg[18]
- Longitud: 8,23 m[18]
- Envergadura: 14,84 [18]
- Altura: 2,1
- Superficie alar: 11,5
- Peso vacío: 512 kg (1128,4 lb)
- Peso máximo al despegue: 1020 kg
- Planta motriz: 1× 4 cilindros Rotax 912 ó Rotax 914.
  - Potencia: 74 kW (100 HP; 101 CV)

### Rendimiento
- Velocidad máxima operativa (Vno): 217 km/h (135 MPH; 117 kt)
- Velocidad crucero (Vc): 130-165 km/h
- Alcance: 726 km
- Radio de acción: 675 millas náuticas/ 1100 km[19]
- Alcance en combate: 24 h[18]
- Techo de vuelo: 7620 m (25 000 ft) [18]

### Armamento
- Puntos de anclaje: 2 con una capacidad de desconocida, para cargar una combinación de:    
  - Misiles: 

    - 2x AGM-114 Hellfire ó 2x AIM-92 Stinger

### Desarrollos relacionados
- MQ-1C Grey Eagle
- MQ-9 Reaper
- GNAT-750
- General Atomics ALTUS
- General Atomics Avenger

### Aeronaves similares
- PAE-22365
- CASIC WJ-600
- CASIC UAV
- ChangKong-1, diana, reconocimiento (1966)
- ChangKong-2
- ASN-206
- Harbin BZK-005[20]
- WJ-600, ataque furtivo/guerra electrónica, VANT de combate
- WuZhen-5
- WZ-2000, reconocimiento (2003)
- INTA Milano
- IAI Heron
- TIHA
- Denel Bateleur
- Mohajer

### Secuencias de designación
- Secuencia _Q-_ (Vehículos aéreos no tripulados estadounidenses, 1962-presente): Q-1/C - Q-2 - Q-3 - Q-4/C →
- Secuencia de designación de aeronaves de las Fuerzas Armadas Italianas: Q-1 - G-2 - H-3D/H-3F - G-4 →

### Listas relacionadas
- Anexo:Vehículos aéreos no tripulados
- Anexo:Aeronaves de la Fuerza Aérea de los Estados Unidos (históricas y actuales)